# Лукаш Теодорчик
Лу̀каш Теодо̀рчик (на полски: Łukasz Teodorczyk) е полски футболист, национален състезател от 2013 г. Настоящият му клубен отбор е Андерлехт.

## „Полония“ (Варшава)
През януари 2010 преминава в „Полония“, Варшава. Дебютът си прави на 29 октомври и записва 30 мача за клуба.

## „Динамо“ (Киев)
През август 2014 „Динамо“ (Киев) преминава в „Динамо“ Киев, с който подписва договор за 5 години, до 2019. На 24 ноември прави дебют срещу „Порто“, при който „Динамо“ печели с 2:0.

## Андерлехт
В края на март 2017 преминава в Андерлехт за 4.5 милиона Евро. Той има договор с клуба до 2020